# Szelim-mecset
A Szelim-mecset (törökül: Selimiye Camii) Edirne (Drinápoly) városában található, Törökország második legnagyobb mecsete, az oszmán építészet egyik legnevezetesebb alkotása. A híres török építész, Szinán építette II. Szelim oszmán szultán parancsára a város legmagasabb pontjára. Az építkezés 1568-ban kezdődött, és hat évig tartott. Szinán nyolcvanéves korában tervezte az épületet és mesterműveként tekintett rá.

## Felépítése
A négy minarettel rendelkező mecset egy komplexum része, melyhez medresze (iskola), temető és üzletsor is kapcsolódott, ezekből ma már csak az iskola épülete áll. A temetőben emelt mauzóleumban nyugszik I. Szelim oszmán szultán. Szinán a mecset tervezésekor egyaránt alkalmazta a késő római építészet és belső-anatóliai török építészet jegyeit.
A mecset összesen 2475 m² alapterületű, 31,3 méter átmérőjű kupolája a Hagia Szophiáénál is nagyobb. Minaretjei csaknem 71 méter magasak. Az épület kőből készült, belül márvánnyal díszített.
A mecset helyén korábban egy palota állt, melyet I. Bajazid építtetett.

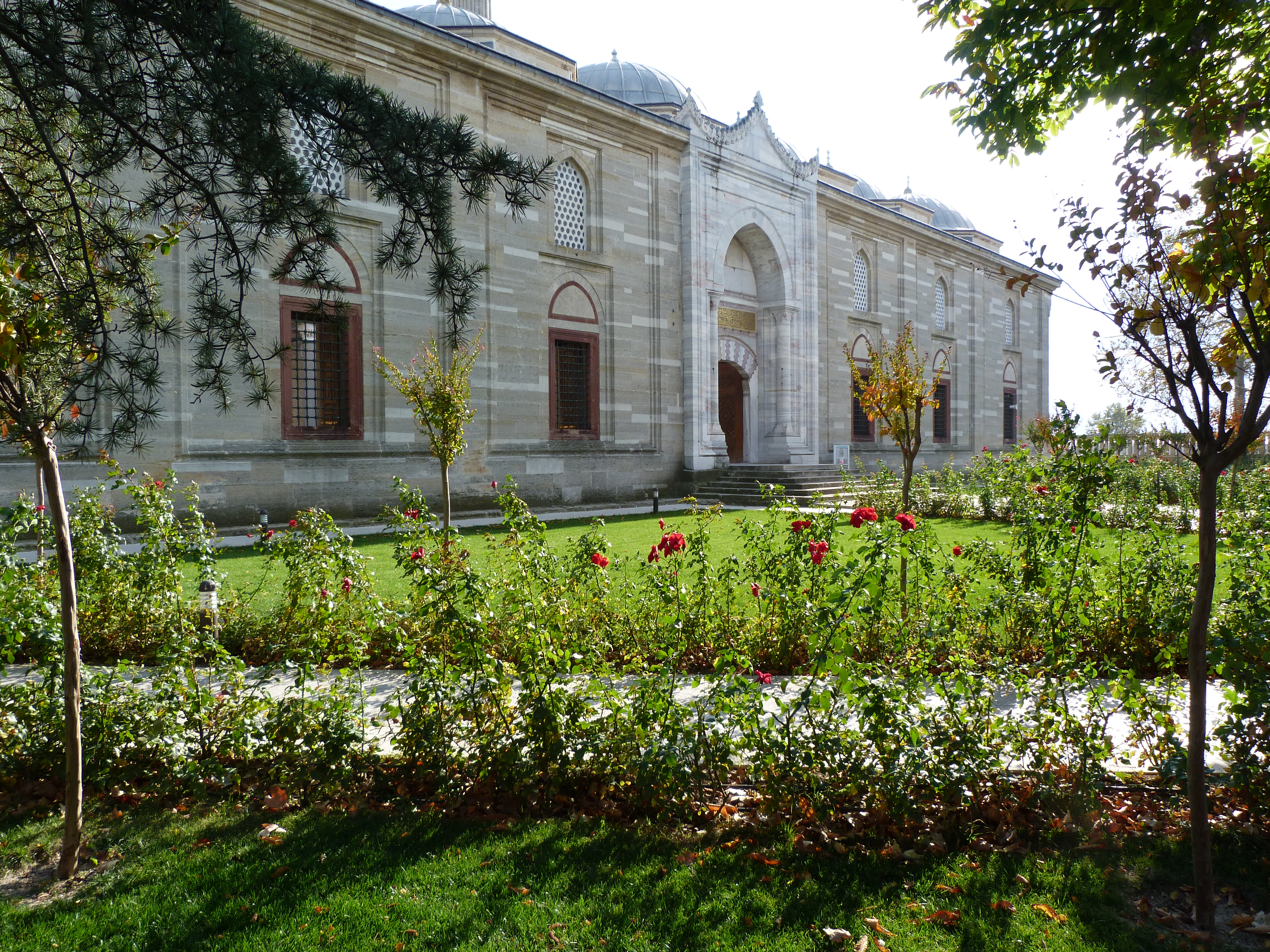
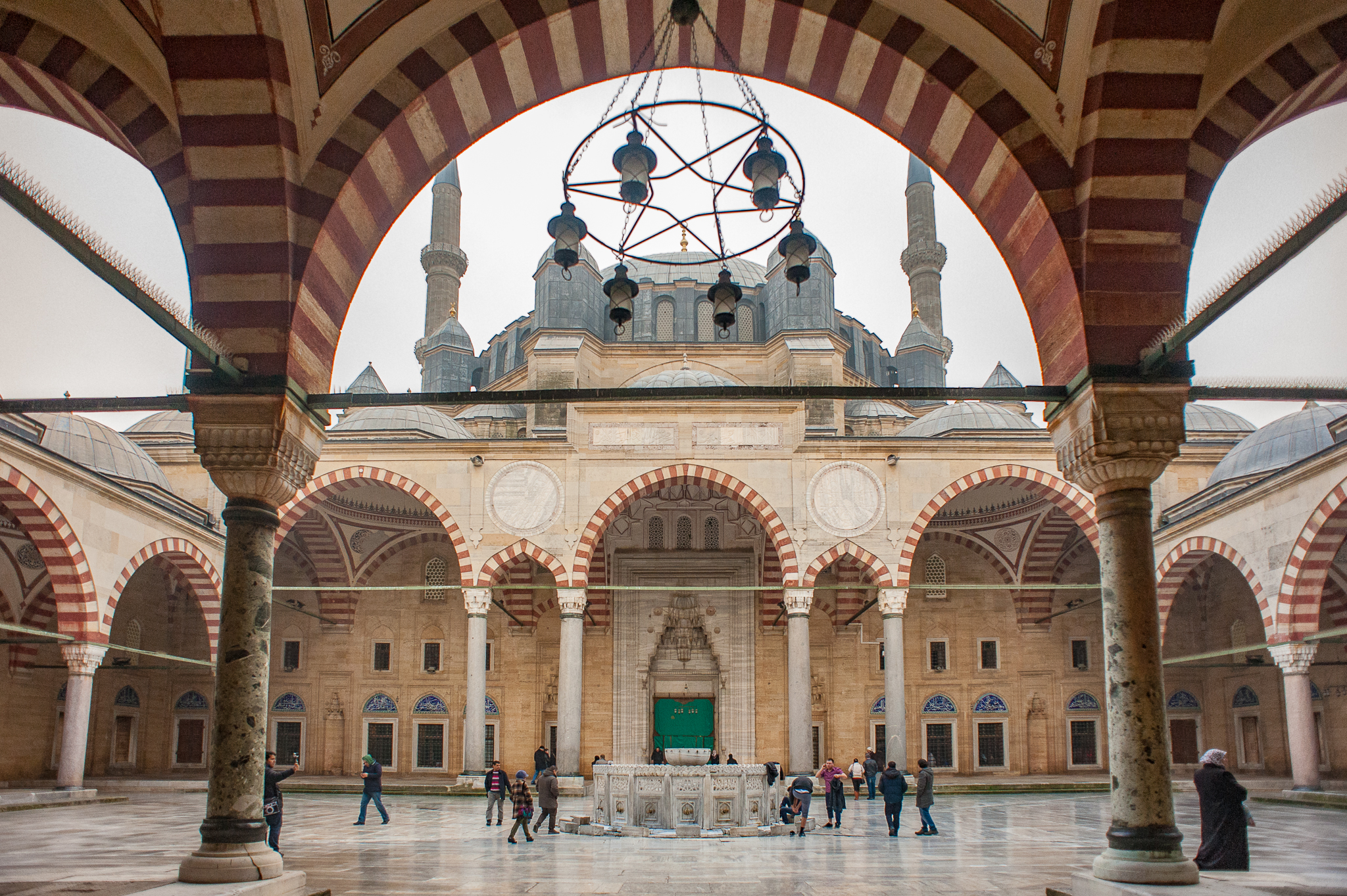
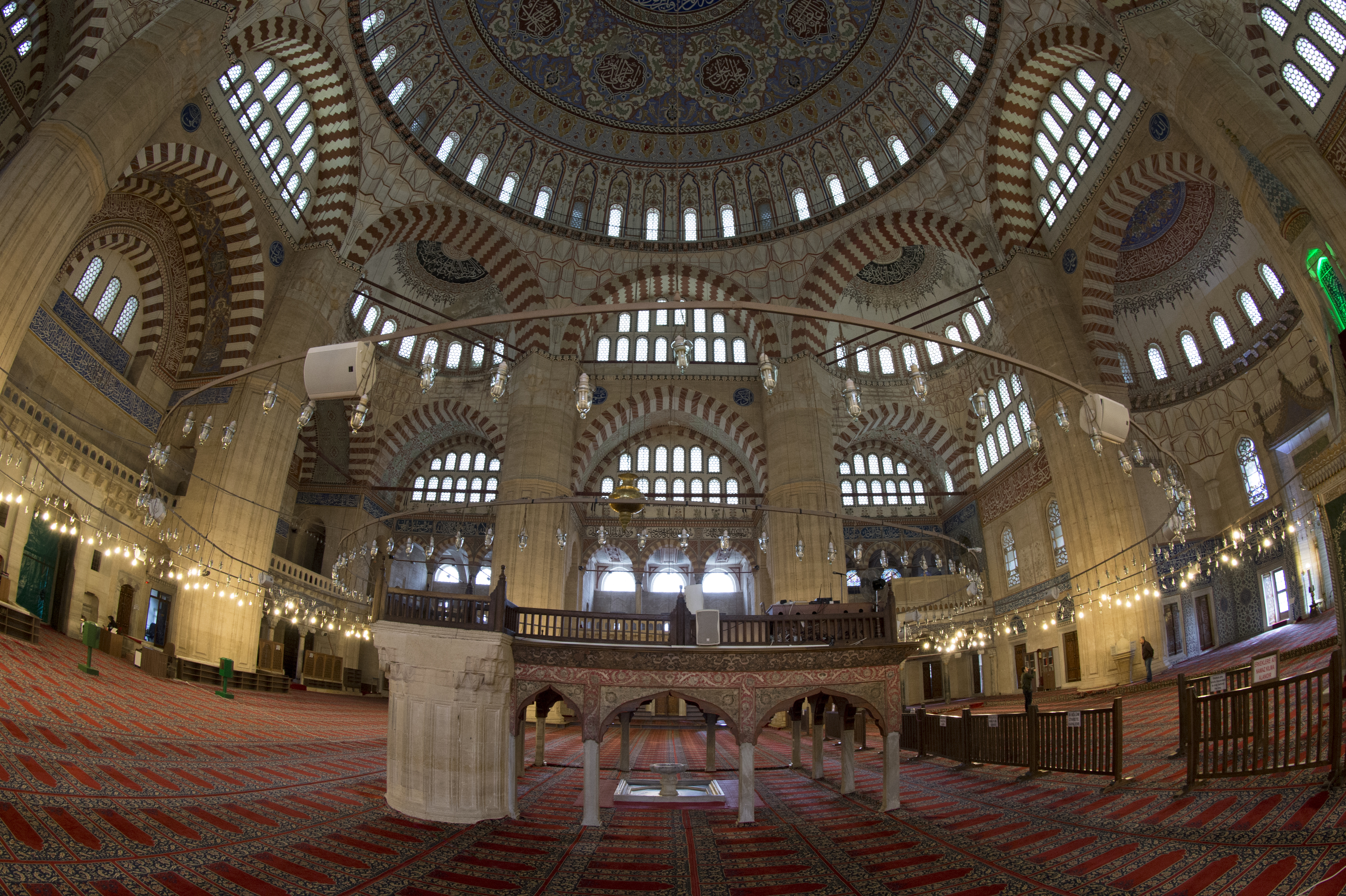